# Kamerun az 1968. évi nyári olimpiai játékokon
Kamerun a mexikói Mexikóvárosban megrendezett 1968. évi nyári olimpiai játékok egyik részt vevő nemzete volt. Az országot az olimpián 2 sportágban 5 sportoló képviselte, akik összesen 1 érmet szereztek.

## Érmesek
| Érem  | Versenyző      | Sportág   | Versenyszám |
| ----- | -------------- | --------- | ----------- |
| Ezüst | Joseph Bessala | Ökölvívás | Váltósúly   |

## Atlétika
Férfi
| Versenyző   | Versenyszám | Előfutam | Előfutam | Előfutam | Döntő   | Döntő    |
| Versenyző   | Versenyszám | Idő      | Hely.    | Össz.    | Idő     | Helyezés |
| ----------- | ----------- | -------- | -------- | -------- | ------- | -------- |
| Esau Adenji | 5000 m      | 15:46,21 | 12.      | 33.      | kiesett | kiesett  |

## Ökölvívás
| Versenyző      | Versenyszám  | Selejtező                 | 32-es főtábla                  | Nyolcaddöntő             | Negyeddöntő                  | Elődöntő                   | Döntő                     | Helyezés |
| Versenyző      | Versenyszám  | Ellenfél Eredmény         | Ellenfél Eredmény              | Ellenfél Eredmény        | Ellenfél Eredmény            | Ellenfél Eredmény          | Ellenfél Eredmény         | Helyezés |
| -------------- | ------------ | ------------------------- | ------------------------------ | ------------------------ | ---------------------------- | -------------------------- | ------------------------- | -------- |
| Inoua Bodia    | Könnyűsúly   | erőnyerő                  | Anthony Quinn (IRL) · KO       | kiesett                  | kiesett                      | kiesett                    | kiesett                   | 17.      |
| Ernest Dong    | Kisváltósúly | Antoniu Vasile (ROU) · KO | kiesett                        | kiesett                  | kiesett                      | kiesett                    | kiesett                   | 32.      |
| Joseph Bessala | Váltósúly    | erőnyerő                  | Luis González (CHI) · 5-0      | Julius Luipa (ZAM) · RSC | Victor Zilberman (ROU) · RSC | Mario Giulloti (ARG) · 5-0 | Manfred Wolke (GDR) · 1-4 |          |
| Antoine Abang  | Középsúly    |                           | Alekszej Kiszeljov (URS) · 0-5 | kiesett                  | kiesett                      | kiesett                    | kiesett                   | 16.      |